# ヒックマンポンプ

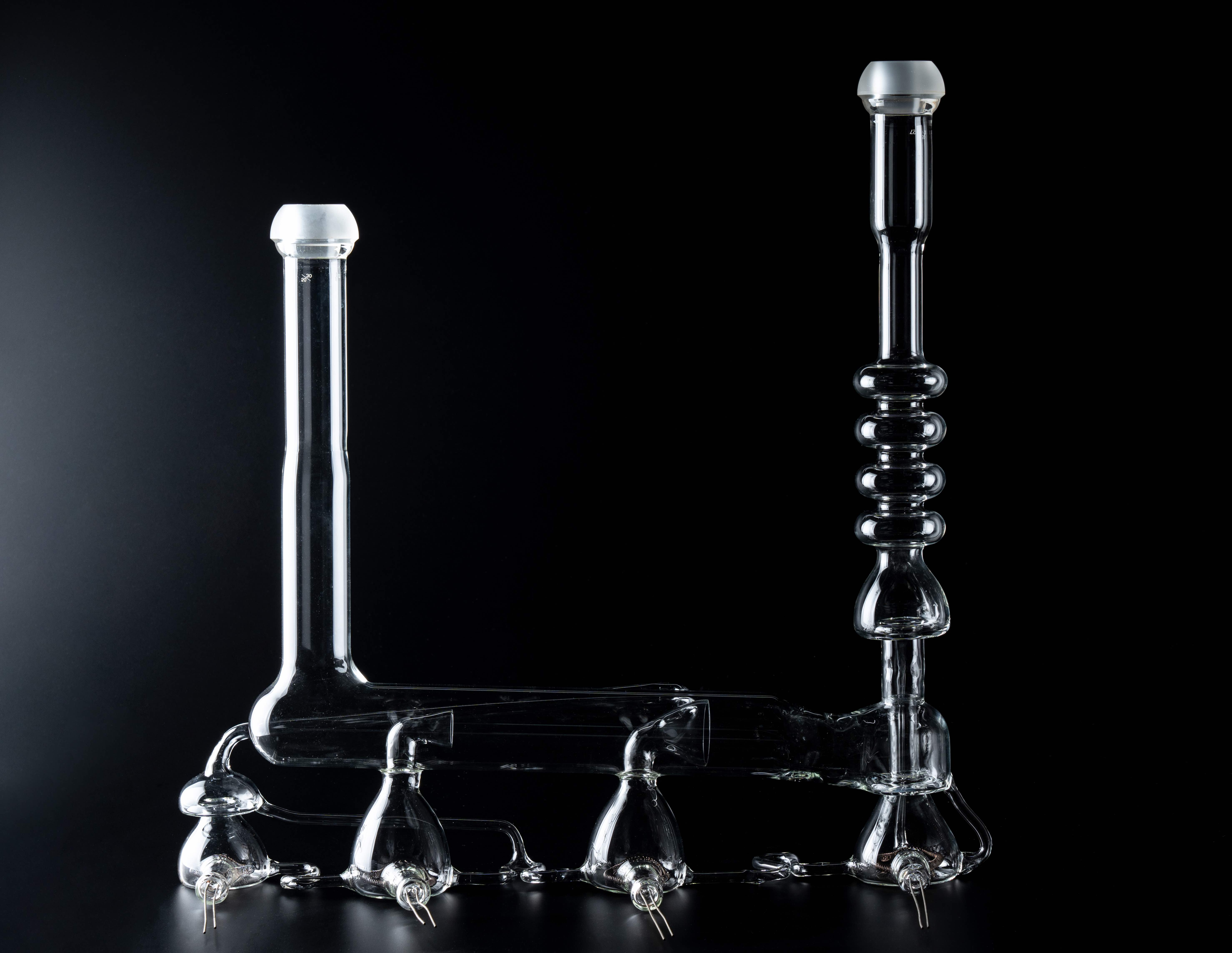
パイレックスガラス製ヒックマンポンプ

ヒックマンポンプ (Hickman pump) は油を用いた拡散ポンプに分類される真空ポンプの一種で、全体がガラスで出来ていることが特徴である。1936年にK. C. D. Hickmanにより考案された。基本的な原理は油拡散ポンプと全く同じだが、一般的な油拡散ポンプがステンレスなどで作られているのに対して、脱ガスが無いのと中が見えることの視認性が高いので、化学の研究分野で現在も使われているが、作れる職人がほとんどいないため、現在は作られていない。熟練したガラス技術者がいれば手作業で作ることができるので、比較的工業水準の低い国でも製作できる。このため、戦前の日本で広く用いられていた。原理上、作動させるためには排気側（背圧側）の圧力を下げる必要があるため、粗引きポンプが必要である。1x10-8 atmの高真空を作り出すことが出来る。